# Jan Ladislav Dussek
Jan Ladislav Dussek (txec: Jan Ladislav Dusík)  (Čáslav, 12 de febrer de 1760 - Saint-Germain-en-Laye, 20 de març de 1812), fou un pianista i compositor txec, fill del reconegut organista i també compositor Jan Josef Dusík dins d'una família amb diversos membres musics.
Als 5 anys ja tocava el piano i als 9 acompanyava a l'orgue el seu pare. En el convent de Jihlava (Iglau en alemany), sota la direcció del pare Ladislav Spenar, continuà els estudis musicals. En el col·legi dels jesuïtes estudià les llengües antigues, la filosofia a Praga i completà la seva educació a Kutná Hora (Kuttenberg en alemany), on desenvolupava una plaça d'organista.
El comte de Meenner el portà amb ell a Bèlgica i li proporcionà el càrrec d'organista de l'església de Saint Rombaut de Malinas. Després de dos anys desenvolupà el mateix càrrec a Berg-op-Zoom (Països Baixos), passant posteriorment a Amsterdam i La Haia, on cridà l'atenció per la seva extraordinària mestria com a pianista, romanent un any en la capital holandesa per donar lliçons de piano al príncep hereu.
Poc segur d'ell mateix, malgrat l'admiració que produí a tothom el seu talent, va resoldre d'anar a Hamburg, on escoltà elogis i rebé consells de Carles Felip Manuel Bach (1783).
Marxà al cap d'un any a Berlín i després a Sant Petersburg, essent aplaudit a tot arreu, per la seva rara habilitat com a pianista. Contractat pel príncep Carles de Radriwill, passà dos anys a Lituània i el 1786 tocà davant la reina Maria Antonieta de França, no acceptant les avantatjoses proposicions d'aquesta sobirana perquè fixés la seva residència a París, ja que tenia el propòsit d'anar-se'n a Milà, on produïren sensació els seus concerts. En retornar a París des d'Itàlia (1788), va tenir diversos alumnes de piano, entre ells el suís Édouard Du Puy, en la capital francesa hi va romandre poc temps, ja que els primers successos de la Revolució el decidiren a passar a Londres, on es casà el 1792 i va obrir un establiment de música que va tenir un final desastrós: perseguit pels creditors, va haver de refugiar-se a Hamburg (1800). Una intriga amorosa amb una princesa del Nord el va tenir allunyat dos anys en la frontera de Dinamarca, fins que el 1802 marxà a Bohèmia per visitar els seus pares. Al seu retorn conegué a Magdenburg el príncep de Prússia, Lluís Ferran de Prússia i va estar al seu costat fins que aquest va morir en la batalla de Saalfeld (1806); aleshores es posà al servei del príncep d'Isenbourg. El 1808 tornà a París, on Talleyrand el va nomenar director dels concerts de casa seva.
Com a pianista, produïa un efecte prodigiós, ja que pel seu delicat i net estil d'execució assolí una immensa reputació. És generalment reconegut com el primer pianista que va situar el piano de costat a l'escenari, de manera que mostrava el perfil a l'audiència; un perfil, el seu, aleshores considerat particularment atractiu i que li va valdre l'apel·latiu "beau visage" (cara bonica).
Després d'una vida d'agitació contínua, gaudí uns pocs anys de la tranquil·litat que li proporcionava el seu càrrec. Va desenvolupar una excessiva obesitat -perdent el seu anterior atractiu personal-, cosa que l'obligà a romandre enllitat la major part del dia i, per guarir l'apatia produïda per la seva malaltia, abusà d'excitants i licors que precipitaren la seva mort.
Les seves composicions es distingeixen pels motius brillants i per la riquesa d'harmonia; d'elles en publicà una edició completa la casa Breikofp i Häctel, de Leipzig. Mereixen citar-se, entre les 66 que va escriure: La Consolation, famosa fins al primer terç del segle xx; les sonates Les adieux à Clenent i Le retour à Paris, diverses sonates, simfonies, trios, etc., per a piano, violí i violoncel, valsos, fantasies i aires variats per a piano sol, dues òperes angleses, que no tingueren cap èxit, una missa que compongué a l'edat de 13 anys, molts oratoris alemanys, entre ells Resurrection, i diverses composicions de música religiosa, les quals es conserven a Kuttenberg i a la col·legiata de Czaslau, així com nombroses obres per a arpa.
En la capital del regne Unit, estava associat en el negoci editorial amb el seu sogre, el compositor Domenico Corri, En col·laboració amb Ignaz Pleyel publicà a Londres, el 1796, un mètode de piano que va ser traduït a l'alemany i després al francès per la casa Erard de París.
A la Royal Academy of Music de Londres hi ha un gravat amb el retrat de Dussek, obra d'en P. Condé del 1808, còpia del pintat per Richard Cosway.